# Stadion GOS-u w Nadarzynie
Stadion GOS-u – wielofunkcyjny stadion w Nadarzynie, w województwie mazowieckim, w Polsce. Obiekt może pomieścić 1000 widzów. Swoje spotkania rozgrywają na nim piłkarze klubu GLKS Nadarzyn.